# Le Journal du Centre
Pour les articles homonymes, voir JDC.
Le Journal du Centre (JDC) est un journal quotidien régional français créé le 27 septembre 1944. Il appartient au groupe Centre-France.

## Description
Le Journal du Centre succède au journal clandestin La Nièvre Libre créé durant l'occupation allemande, près de Champvert, en France. Il conserve le sous-titre La Nièvre Libre jusqu'en juillet 1945.
En 1970 il est acheté par le Groupe Express dirigé par Jean-Louis Servan-Schreiber, puis, en 1971, repris par le groupe Centre France.
Le journal a ouvert son site Internet (www.lejdc.fr) en mai 2006, et est passé au format tabloïd le 23 janvier 2008.
Il est fabriqué à Auxerre, sur les rotatives du journal L'Yonne républicaine. Il diffuse en 2020, 21 172 exemplaires, pour une audience quotidienne de 85 000 lecteurs.

## Critique
Le 10 août 2017, La Montagne et Le Journal du Centre révèlent que Murielle Bolle, témoin clé de l'affaire Grégory est secrètement hébergée en contrôle judiciaire à Saint-Honoré-les-Bains par l'ancien maire Jean-Charles Boizot. Le lendemain Jean-Charles Boizot déclare au micro de RTL Soir que Murielle Bolle « ne va pas bien du tout » depuis cette annonce, qu'elle « a peur d'être traquée ». Il estime qu'« il s'agit carrément d'une volonté de nuire » dirigée contre lui,.